# Gruppenkohomologie
Eine Gruppenkohomologie (Gruppen-Kohomologie) ist eine spezielle Kohomologie und ein technisches Werkzeug der Mathematik, das ursprünglich der Untersuchung von Gruppen diente, später aber auch in der Topologie und Zahlentheorie angewendet wurde. Die Gruppenkohomologie von Galoisgruppen wird auch als Galoiskohomologie bezeichnet und spielt eine wichtige Rolle in der Zahlentheorie. In der Topologie spielt Gruppenkohomologie als Kohomologie von Eilenberg-MacLane-Räumen eine wichtige Rolle.

## Definition als abgeleiteter Funktor

### Definition
Es sei {\displaystyle G} eine Gruppe. Der Funktor von der Kategorie der {\displaystyle G}-Moduln in die Kategorie der abelschen Gruppen, der einem Modul {\displaystyle A} die Untergruppe {\displaystyle A^{G}} der unter {\displaystyle G} invarianten Elemente zuordnet, ist linksexakt. Seine n-te Rechtsableitung ist die n-te Kohomologiegruppe {\displaystyle H^{n}(G,A)} von {\displaystyle G} mit Koeffizienten in einem {\displaystyle G}-Modul {\displaystyle A}.

### Beziehung zu Ext
Die Gruppenkohomologie kann auch mithilfe des Funktors Ext definiert werden:
{\displaystyle \mathrm {H} ^{n}(G,A)=\mathrm {Ext} _{\mathbb {Z} [G]}^{n}(\mathbb {Z} ,A);}
dabei ist {\displaystyle \mathbb {Z} [G]} der Gruppenring von {\displaystyle G} und {\displaystyle \mathbb {Z} } mit der trivialen {\displaystyle G}-Operation versehen.

## Definition über Koketten
Aus der Beschreibung mithilfe des Funktors Ext ist ersichtlich, dass die Gruppenkohomologie mithilfe einer einmal gewählten projektiven Auflösung des trivialen {\displaystyle G}-Moduls berechnet werden kann. Sie kann als {\displaystyle (\mathbb {Z} [G^{n}],d_{n})} explizit angegeben werden:
{\displaystyle d_{n}(\sigma _{1},\ldots ,\sigma _{n})=\sum _{i=1}^{n-1}(-1)^{i}(\sigma _{1},\ldots ,{\hat {\sigma }}_{i},\ldots ,\sigma _{n});}
dabei ist
{\displaystyle (\sigma _{1},\ldots ,{\hat {\sigma }}_{i},\ldots ,\sigma _{n}):=(\sigma _{1},\ldots ,\sigma _{i-1},\sigma _{i+1},\ldots ,\sigma _{n}),}
d. h. Index {\displaystyle i} wird ausgelassen.
Die Gruppenkohomologie ist dann die Kohomologie des Komplexes {\displaystyle (C^{n},d^{n})} mit
{\displaystyle C^{n}=\{f\colon G^{n+1}\to A\mid f(\sigma \sigma _{1},\ldots ,\sigma \sigma _{n+1})=\sigma \cdot f(\sigma _{1},\ldots ,\sigma _{n+1})\}}
und
{\displaystyle (d^{n-1}f)(\sigma _{1},\ldots ,\sigma _{n+1})=\sum _{i=1}^{n+1}(-1)^{i}f(\sigma _{1},\ldots ,{\hat {\sigma }}_{i},\ldots ,\sigma _{n+1}).}
Die Elemente dieses Komplexes heißen homogene Koketten.

### Inhomogene Koketten
Die Bedingung der {\displaystyle G}-Invarianz der Koketten erlaubt es, die Zahl der Kopien von {\displaystyle G} um eins zu senken: die Gruppenkohomologie kann auch über den Komplex der inhomogenen Koketten {\displaystyle ({\tilde {C}}^{n},{\tilde {d}}^{n})} definiert werden:
{\displaystyle {\tilde {C}}^{n}=\{f\colon G^{n}\to A\}}
und
{\displaystyle ({\tilde {d}}^{n-1}f)(\sigma _{1},\ldots ,\sigma _{n})=\sigma _{1}\cdot f(\sigma _{2},\ldots ,\sigma _{n})+{}}
{\displaystyle {}+\sum _{i=1}^{n-1}(-1)^{i}f(\sigma _{1},\ldots ,\sigma _{i}\sigma _{i+1},\ldots ,\sigma _{n})+(-1)^{n}f(\sigma _{1},\ldots ,\sigma _{n-1}).}
Beispielsweise ist
{\displaystyle \mathrm {H} ^{1}(G,A)=\{c\colon G\to A\mid c(\sigma \tau )=c(\sigma )+\sigma c(\tau )\}/\{c_{a}(\tau )=\tau a-a\mid a\in A\}.}
Die inhomogenen 1-Kozykel
{\displaystyle c\colon G\to A,\quad c(\sigma \tau )=c(\sigma )+\sigma c(\tau )}
heißen verschränkte Homomorphismen.

## Definition über klassifizierende Räume
Die Gruppenkohomologie kann äquivalent definiert werden als die Kohomologie des Eilenberg-MacLane-Raumes {\displaystyle K(G,1)}, also des klassifizierenden Raumes der mit der diskreten Topologie versehenen Gruppe:
{\displaystyle H^{*}(G,A)=H^{*}(K(G,1),A)}.
Für praktische Berechnungen ist diese Definition oft nützlicher als andere Definitionen.